# Rotor anticouple
 (janvier 2025).
Pour les articles homonymes, voir Rotor.

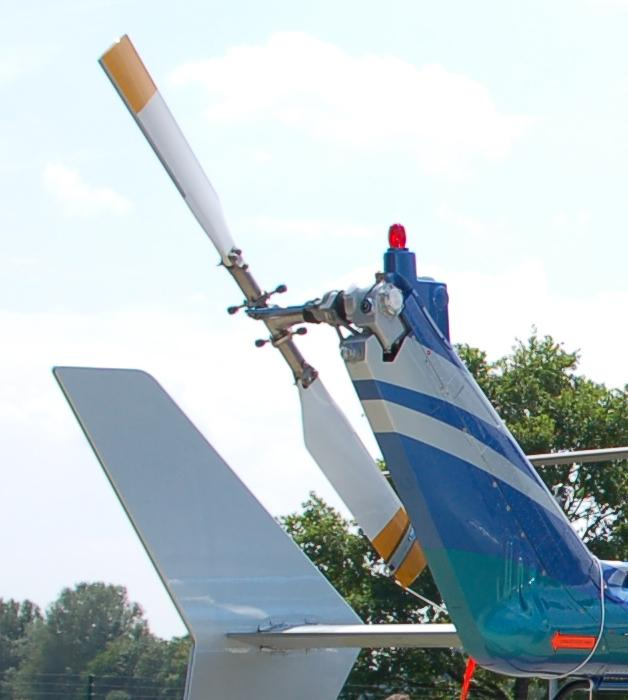
Rotor anticouple conventionnel de l'EC 145

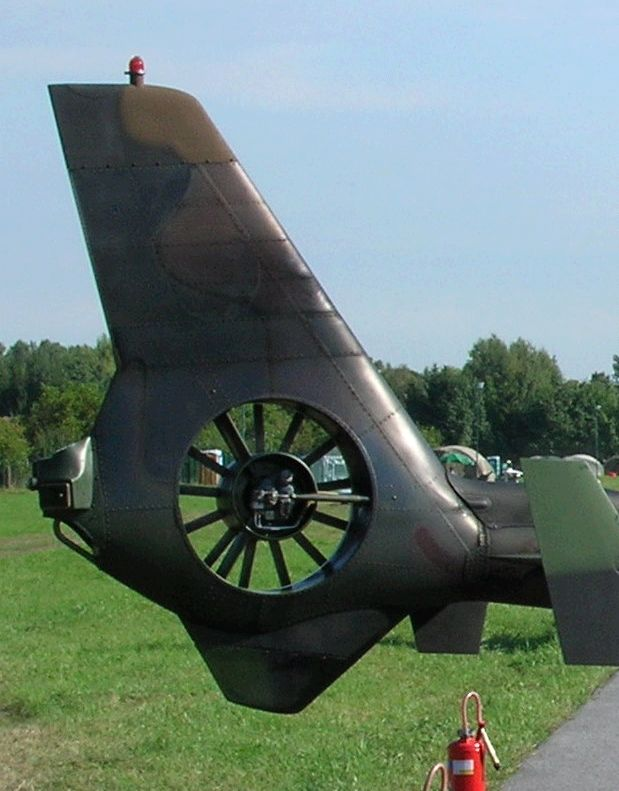
Fenestron de Gazelle

Un rotor anticouple (ou RAC), ou rotor de queue, est un rotor auxiliaire de petite taille situé à l'arrière d'un hélicoptère et dont le pas des pales est actionné par les pédales d'un palonnier servant à commander les mouvements de la machine autour de l'axe de lacet :
- en vol de translation pour contrer le couple induit par le rotor principal qui tend à faire tourner la cellule dans le sens opposé,
- en vol stationnaire pour effectuer un mouvement de giration.

## Types
Le rotor anticouple ne participe pas à la sustentation proprement dite et peut être de différents types :  
- rotor conventionnel bipale sur les hélicoptères légers (type Écureuil d'Eurocopter) pouvant aller jusqu'à cinq pales sur les hélicoptères lourds (Super Puma). Remarque : les hélicoptères lourds possèdent une liaison mécanique sur les commandes de vol, entre la chaine « lacet » et la chaine « collectif », qui permet de corriger la chaine lacet en fonction de l'application de pas en collectif. En effet, toute variation de pas collectif engendre une variation de puissance, qui se ressent au niveau du couple transmis à la tête rotor, et donc, la cellule tournera dans un sens sur une augmentation de pas et dans le sens opposé sur une baisse de pas.
- rotor multipale (8 à 13) caréné de type « fenestron » comme sur le Dauphin, l'EC 135 d'Eurocopter ou encore le Cabri G2 d'Hélicoptères Guimbal. Ce type de rotor a plusieurs avantages :
  - réduction de traînée en vol de croisière : le rotor étant masqué dans la dérive il ne crée pas de traînée. Notons par ailleurs que le fenestron type Gazelle est dissymétrique et il soulage le RAC à vitesse de translation élevée. ;
  - meilleure sécurité : le rotor étant caréné, il est plus difficile d'accès pour les mains, câbles, et autres ;
  - moindre signature radar : une fois encore le rotor est masqué et renvoie donc un plus faible écho radar (le Comanche était équipé de ce type de rotor).

## Hélicoptères sans rotor anticouple
Plusieurs systèmes permettent de se passer de rotor anticouple :
- le rotor contrarotatif utilise deux rotors principaux de caractéristiques égales mais tournant en sens opposés pour annuler les effets de couple ;

- le rotor propulsé par réaction (tip jet) : l'entraînement du rotor principal ne se faisant pas par une liaison mécanique entre la turbine et le rotor mais par éjection de gaz en bout de pale, le couple induit par la mise en rotation du rotor principal est de fait nul, et le contrôle en lacet en vol stationnaire ou à basse vitesse se fait par déflexion d'air de la turbine sur l'empennage vertical ;

- le système NOTAR : la fonction du rotor anticouple est assurée par éjection d'air à l'aide d'une turbine le soufflant dans la poutre de queue et s'éjectant par des fentes utilisant l'effet Coandă. Un contrôle plus fin existe à l'extrémité par une commande de régulation de flux.

## Dangers
Le rotor anticouple est une pièce essentielle à la stabilité du vol. En cas de rupture, l'hélicoptère est amené à tourner sur lui-même. Lorsque l'hélicoptère avance à grande vitesse, la dérive a un effet stabilisateur et réduit la rotation. A vitesse plus faible, le passage en autorotation est nécessaire pour garder le contrôle de l'hélicoptère.
Le rotor anticouple est particulièrement exposé lors d'un atterrissage dur, d'un tailstrike ou d'une rencontre avec des débris.
Il peut être affecté par un phénomène aérodynamique appelé perte d'efficacité du rotor anticouple, où son efficacité est dégradée.
Il peut également être un danger pour le personnel au sol, surtout avec un rotor conventionnel. L'extrémité de ses pales est souvent peinte dans une couleur vive pour être plus visible.